# Augustin Bizimungu
Augustin Bizimungu (* 28. August 1952 in Nyange, ehemalige Provinz Byumba in Ruanda) ist ein früherer General der Armee Ruandas und wegen Völkermordes verurteilter Kriegsverbrecher. Bis zum 6. April 1994, dem Beginn des Völkermordes in Ruanda, hatte er den Rang eines Oberstleutnants inne. Mit dem Tod des damaligen Stabschefs Déogratias Nsabimana, der zusammen mit dem Präsidenten des Landes Juvénal Habyarimana am 6. April 1994 unter ungeklärten Umständen bei einem durch Raketenbeschuss herbeigeführten Flugzeugabsturz ums Leben kam, wurde Bizimungu zum General befördert und am 16. April 1994 zum Stabschef der Armee ernannt.

## Leben
Er gehört zur Volksgruppe der Hutu. Unter seinem Kommando nahm die ruandische Armee in weitreichendem Ausmaß am Genozid an den Tutsi und an gemäßigten Hutu teil, sowohl durch aktive Beteiligung als auch durch Unterstützung der Hutu-Milizen Interahamwe und Impuzamugambi. Bizimungu wird vorgeworfen, bereits seit 1990 zusammen mit anderen Personen an Planungen zur systematischen Tötung der Tutsi in Ruanda gearbeitet zu haben. Zu diesen Plänen gehörten unter anderem die Aufstachelung der Hutu zu Hass und Gewalt gegen die Tutsi, die Ausbildung von paramilitärischen Einheiten und deren Ausstattung mit Waffen sowie die Erstellung von Todeslisten mit den Namen prominenter Tutsi.
Wahrscheinlich im Juli 1994 flüchtete er aufgrund des Vormarsches der Ruandischen Patriotischen Front aus Ruanda. Der Internationale Strafgerichtshof für Ruanda erließ am 12. April 2002 Haftbefehl gegen Bizimungu, der zu diesem Zeitpunkt in der Rebellenbewegung União Nacional para a Independência Total de Angola (UNITA) in Angola aktiv war. Am 12. August des gleichen Jahres wurde er durch angolanische Regierungsbehörden in Luena im Osten Angolas verhaftet und zwei Tage später dem Kriegsverbrechertribunal in Arusha in Tansania übergeben. Er bekannte sich am 21. August 2002 nicht schuldig im Sinne der Anklage gegen ihn, die unter anderem die Punkte Völkermord, Verschwörung zur Durchführung eines Völkermordes, Beteiligung am Völkermord, Kriegsverbrechen entsprechend dem gemeinsamen Artikel 3 der Genfer Konventionen sowie Mord, Vergewaltigung und politisch, rassistisch oder religiös motivierte Verfolgung als Verbrechen gegen die Menschlichkeit umfasst.
Auf Antrag des Chefanklägers wurde er in einem kombinierten Verfahren zusammen mit vier anderen ehemals ranghohen Angehörigen der ruandischen Armee vor Gericht gestellt. Die vier Mitangeklagten sind Augustin Ndindiliyimana, Stabschef der Gendarmerie, François-Xavier Nzuwonemeye, Kommandeur des Aufklärungsbataillons der Armee, dessen Stellvertreter Innocent Sagahutu sowie Protais Mpiranya, Kommandeur der Präsidialgarde. Der Prozess begann als Military Trial 2 (Fallnummer ICTR-2000-56-I) am 20. September 2004 vor der zweiten Kammer des Internationalen Strafgerichtshofs für Ruanda.
Die derzeitige Regierung Ruandas legt ihm darüber hinaus zur Last, von der Demokratischen Republik Kongo aus zusammen mit ehemaligen Mitgliedern der ruandischen Armee und der Interahamwe mehrere bewaffnete Angriffe gegen Ruanda unternommen zu haben. Diese Vorwürfe sind jedoch nicht Bestandteil des Verfahrens vor dem Internationalen Strafgerichtshof.
Am 17. Mai 2011 verurteilte ihn das UNO-Kriegsverbrechertribunal für Ruanda wegen Völkermordes zu 30 Jahren Haft.